# Prawdziwi faceci
Prawdziwi faceci (niem. Echte Kerle) – niemiecka komedia z 1996 roku w reżyserii Rolfa Silbera. Zdjęcia kręcono we Frankfurcie nad Menem.=